# Corvus moriorum
Corvus moriorum je vyhynulý druh krkavcovitého ptáka, který byl endemitem Nového Zélandu. Rozlišují se tři poddruhy s následujícím rozšířením:
- Corvus moriorum antipodum – Severní ostrov.
- Corvus moriorum pycrafti – Jižní ostrov.
- Corvus moriorum moriorum – Chathamské ostrovy.

S těmito poddruhy bývá občas nakládáno jako se samostatnými druhy, avšak na základě studie z roku 2017 jsou všechny taxony v Seznamu ptáků Novozélandské ornitologické společnosti z roku 2022 uváděny jako jeden druh. Krkavcovitý pták, ze kterého se vyvinul C. moriorum, na Nový Zéland patrně dorazil poměrně pozdě, snad až v pozdním pliocénu.
S váhou kolem 950–1000 g se jednalo o jednoho z nejtěžších zástupců krkavcovitých. Z rozmístění fosilních nálezů kosterních pozůstatků se vyvozuje, že C. moriorum žil v pobřežních oblastech, kde predoval na větších bezobratlých i obratlovcích, jako byli menší ploutvonožci, ptačí vejce, ryby a plazi. C. moriorum vyhynul před příchodem Evropanů, avšak po příchodu Polynésanů, což lze vyvodit z nálezů kosterních pozůstatků druhu v maorských archeologických sídlištích. Za příčinu vyhynutí se považuje lov lidmi a predace vajec krysami ostrovními, které se na Nový Zéland dostaly spolu s Polynésany. V roce 1964 byla kost C. moriorum nalezena i na Aucklandových ostrovech. S největší pravděpodobností se jednalo o pozůstatek zbloudilého jedince.